# Корости
Коро́сти — село в Україні, у Матеївецькій сільській громаді Коломийського району Івано-Франківської області. Це наймолодше село на Гуцульщині, яке заселялося вихідцями з Косівщини та Верховинщини.

## Географія
Розміщене в передгір'ї Карпат на Покутсько-Черемошській височині.
Місцевість горбиста, покрита лісами. Межує з селами Трач, Цуцулин, Кривоброди, Трійця Коломийського району та Химчин Косівського. Відстань до Коломиї — 20 км.
На окраїні села протікає річка Цуцулинок, є потічок Гнилий Потік і ряд безіменних струмків.
Лісові масиви: Гряда, Сапчі. Урочища: Косівцево, Тирсина, Павлюково, Матієво, Криворівське, Кунцівка, Гуральня, Горбова Дорога, Грицьків Беріг, Гнилий Потік, Кам'янець. В селі є такі кутки: Центр, Долина, Ями, Тратинів, Кубаня, Жовтий Беріг, Довговець. Село Корости виникло в середині 19 ст. на території с. Трійця Снятинського повіту, як присілок. Це були колишні панські землі, їх купували жителі навколишніх сіл і користувалися ними. Очевидно, за переказами, звідси походить назва села.
Мешканці називають своє село Користи. Скоріше всього від слова «користуватися».

## Історія
В 1933 році Корости стали окремим селом, тут було закладено цвинтар.
В 1933 році зусиллями місцевих жителів і за допомоги мешканців сусідніх сіл було побудовано невеличку церкву, яку обслуговував греко-католицький священик з села Трійця. В радянські часи церква не діяла, але ключі від неї зберігалися у селян.
В дорадянський період в селі існувала панська економія, працювала гуральня, був шинок, яким володів єврей Кунцьо.
Через село проходила добротна ґрунтова дорога, яка в заболочених місцях була викладена дерев'яними колодами. Панський двір було якісно меліоровано. На початку 80-х років проводилися меліораційні роботи, під час яких було виявлено колоди і давня меліорація, було знайдено кремінне знаряддя, що може свідчити про перебування тут людини ще в кам'яній добі.
В 20-30-х роках 20 століття жителі Коростів брали активну участь у революційній боротьбі під проводом КПЗУ, у селі діяла підпільна піонерська організація, селяни брали участь у першотравневих демостраціях в Заболотові. В 1940 році на базі панської економії було створено перший в околиці колгосп, між іншим без будь-якого тиску, незаможними селянами.
В роки війни та після неї панська економія, ґуральня та шинок були зруйновані та розграбовані. Жителі села брали участь у Другій світовій війні та національно-визвольному русі, багато загинуло під час цих подій.
На початку 50-х років почалася масова колективізація. В результаті проведення землевпорядкувальних робіт значна територія села перейшла до складу с. Химчин Косівського району. Жителі цієї території до сьогодні асоціюють себе з Коростами, беруть активну участь у діяльності церковної громади, хоронять своїх родичів на сільському цвинтарі.В 1961 році село було передано до Косівського району.За результатами адмінреформи з 2020 року село Корости перебуває у складі Матеївецької ОТГ(Трацький старостинський округ).
В часи Радянського Союзу до початку 70-х років в селі діяла початкова школа, був невеличкий клуб. Потім село визнали неперспективним, школу закрили, клуб поступово зруйнувався, навіть нормальної дороги не було. Докорінні зміни почалися на початку 90-х років. В село проклали асфальтову дорогу, почалося будівництво клубу, навіть став курсувати рейсовий автобус.
З 1987 року в селі діяв ФАП. З розвалом СРСР та з розграбуванням колгоспного господарства все завмерло.
В 2005 році вдалося завершити будівництво сільського клубу.
У селі є магазин, працює пилорама та виробництво будівельних шлакоблоків. Жителі працюють в особистих селянських господарствах, займаються народними промислами.
12 червня 2020 року село увійшло до меж нового Коломийського району..

## Релігія
Наприкінці 80-х на початку 90-х років жителями села була побудова нова цегляна церква, яка була освячена в 1993 році на свято Вознесіння Христового. Громада належить до ПЦУ. Настоятель о. Василь Онищук.
Діє також громада п'ятидесятників, яка має свій молитовний дім. В селі уже другий рік поспіль, у серпні-місяці, проводиться міжнародний християнський фестиваль «Джерело» .